# NGC 6342
NGC 6342是位於星座蛇夫座的球狀星團。它的夏普力-索耶集中度分類法是IV。它是由德國出生的英國天文學家威廉·赫雪爾 於1786年5月28日發現的。它距離地球28,000光年。
NGC 6342被歸類為富含金屬，且所有恆星都是同一時期形成的。

## 外部連結
- 维基共享资源上的相關多媒體資源：NGC 6342